# Indochine (Band)/Diskografie
Diese Diskografie ist eine Übersicht über die musikalischen Werke der französischen New-Wave-Rock-Band Indochine. Den Schallplattenauszeichnungen zufolge hat sie bisher mehr als 7,9 Millionen Tonträger verkauft. Ihre erfolgreichste Veröffentlichung ist das Album Paradize mit über 1,3 Millionen verkauften Einheiten.

## Alben

### Studioalben
| Jahr | Titel Musiklabel                           | Höchstplatzierung, Gesamtwochen, AuszeichnungChartplatzierungen (Jahr, Titel, Musiklabel, Platzierungen, Wochen, Auszeichnungen, Anmerkungen) | Höchstplatzierung, Gesamtwochen, AuszeichnungChartplatzierungen (Jahr, Titel, Musiklabel, Platzierungen, Wochen, Auszeichnungen, Anmerkungen) | Höchstplatzierung, Gesamtwochen, AuszeichnungChartplatzierungen (Jahr, Titel, Musiklabel, Platzierungen, Wochen, Auszeichnungen, Anmerkungen) | Anmerkungen                                                   |
| Jahr | Titel Musiklabel                           | FR | BEW | CH | Anmerkungen                                                   |
| ---- | ------------------------------------------ | --- | --- | --- | ------------------------------------------------------------- |
| 1982 | L’aventurier Clemence Melody (Arabella)    | FR7 (54 Wo.)FR | — | — | Erstveröffentlichung: 15. November 1982                       |
| 1983 | Le péril jaune Clemence Melody (Ariola)    | FR12 (25 Wo.)FR | — | — | Erstveröffentlichung: 28. November 1983                       |
| 1985 | 3 Clemence Melody (Ariola)                 | FR2 Platin · (53 Wo.)FR | — | — | Erstveröffentlichung: 10. Mai 1985 Verkäufe: + 300.000        |
| 1987 | 7000 danses Ariola (BMG)                   | FR5 ×2Doppelgold · (28 Wo.)FR | — | — | Erstveröffentlichung: 12. Oktober 1987 Verkäufe: + 200.000    |
| 1990 | Le baiser Ariola (BMG)                     | FR9 Gold · (17 Wo.)FR | — | — | Erstveröffentlichung: 5. Februar 1990 Verkäufe: + 100.000     |
| 1993 | Un jour dans notre vie Ariola (BMG)        | — | — | — | Erstveröffentlichung: 22. November 1993                       |
| 1996 | Wax Ariola (BMG)                           | FR192 (1 Wo.)FR | BEW26 (4 Wo.)BEW | — | Erstveröffentlichung: 4. November 1996 Charteinstieg FR: 2016 |
| 1999 | Dancetaria Double T Music (Sony)           | FR14 (7 Wo.)FR | BEW7 (10 Wo.)BEW | — | Erstveröffentlichung: 24. August 1999                         |
| 2002 | Paradize Columbia Records (Sony)           | FR2 Diamant · (112 Wo.)FR | BEW1 Platin · (66 Wo.)BEW | CH6 Gold · (54 Wo.)CH | Erstveröffentlichung: 11. März 2002 Verkäufe: + 1.050.000     |
| 2005 | Alice & June Jive Epic (Sony BMG)          | FR1 Platin · (79 Wo.)FR | BEW1 Gold · (53 Wo.)BEW | CH17 (15 Wo.)CH | Erstveröffentlichung: 16. Dezember 2005 Verkäufe: + 315.000   |
| 2009 | La république des meteors Jive Epic (Sony) | FR2 Platin · (91 Wo.)FR | BEW2 Gold · (48 Wo.)BEW | CH4 Gold · (10 Wo.)CH | Erstveröffentlichung: 9. März 2009 Verkäufe: + 120.000        |
| 2013 | Black City Parade Arista Records (Sony)    | FR1 ×2Doppelplatin · (90 Wo.)FR | BEW1 (87 Wo.)BEW | CH3 (8 Wo.)CH | Erstveröffentlichung: 11. Februar 2013 Verkäufe: + 200.000    |
| 2017 | 13 Indochine Records (Sony)                | FR1 Diamant · (110 Wo.)FR | BEW1 Gold · (141 Wo.)BEW | CH1 (23 Wo.)CH | Erstveröffentlichung: 8. September 2017 Verkäufe: + 510.000   |
| 2024 | Babel Babel Indochine Records (Sony)       | FR1 ×2Doppelplatin · (… Wo.)FR | BEW1 (… Wo.)BEW | CH3 (11 Wo.)CH | Erstveröffentlichung: 7. September 2024 Verkäufe: + 200.000   |

grau schraffiert: keine Chartdaten aus diesem Jahr verfügbar

### Livealben
| Jahr | Titel Musiklabel                             | Höchstplatzierung, Gesamtwochen, AuszeichnungChartplatzierungen (Jahr, Titel, Musiklabel, Platzierungen, Wochen, Auszeichnungen, Anmerkungen) | Höchstplatzierung, Gesamtwochen, AuszeichnungChartplatzierungen (Jahr, Titel, Musiklabel, Platzierungen, Wochen, Auszeichnungen, Anmerkungen) | Höchstplatzierung, Gesamtwochen, AuszeichnungChartplatzierungen (Jahr, Titel, Musiklabel, Platzierungen, Wochen, Auszeichnungen, Anmerkungen) | Anmerkungen                                                    |
| Jahr | Titel Musiklabel                             | FR | BEW | CH | Anmerkungen                                                    |
| ---- | -------------------------------------------- | --- | --- | --- | -------------------------------------------------------------- |
| 1986 | Au zénith Ariola (BMG)                       | FR7 ×2Doppelgold · (9 Wo.)FR | — | — | Erstveröffentlichung: 4. Oktober 1986 Verkäufe: + 200.000      |
| 1994 | Radio Indochine Ariola (BMG)                 | — | BEW44 (1 Wo.)BEW | — | Erstveröffentlichung: 10. Januar 1994                          |
| 1997 | Indo Live Une Musique (Polygram)             | FR12 (17 Wo.)FR | BEW13 (16 Wo.)BEW | — | Erstveröffentlichung: 13. August 1997                          |
| 2001 | Nuits intimes Columbia Records (Sony)        | FR22 (9 Wo.)FR | BEW12 (11 Wo.)BEW | — | Erstveröffentlichung: 9. Januar 2001                           |
| 2004 | 3.6.3 Columbia Records (Sony)                | FR1 Gold · (39 Wo.)FR | BEW1 (30 Wo.)BEW | CH41 (11 Wo.)CH | Erstveröffentlichung: 5. Januar 2004 Verkäufe: + 100.000       |
| 2007 | Hanoï Jive Epic (Sony)                       | FR1 Gold · (42 Wo.)FR | BEW1 (36 Wo.)BEW | CH7 (8 Wo.)CH | Erstveröffentlichung: 19. Februar 2007 Verkäufe: + 75.000      |
| 2007 | Alice & June Tour Jive Epic (Sony BMG)       | FR15 (6 Wo.)FR | BEW12 (12 Wo.)BEW | CH39 (3 Wo.)CH | Erstveröffentlichung: 3. Dezember 2007                         |
| 2010 | Le meteor sur Bruxelles Sony Music           | — | — | — | Erstveröffentlichung: 21. Juni 2010 nur digital veröffentlicht |
| 2011 | Putain de stade Jive Epic (Sony BMG)         | FR2 Gold · (26 Wo.)FR | BEW1 (37 Wo.)BEW | CH11 (6 Wo.)CH | Erstveröffentlichung: 14. Januar 2011 Verkäufe: + 50.000       |
| 2014 | Black City Tour Indochine Records (Sony)     | FR10 Gold · (15 Wo.)FR | BEW8 (30 Wo.)BEW | CH66 (1 Wo.)CH | Erstveröffentlichung: 28. November 2014 Verkäufe: + 50.000     |
| 2015 | Black City Concerts Indochine Records (Sony) | FR25 Gold · (11 Wo.)FR | BEW9 (42 Wo.)BEW | CH92 (1 Wo.)CH | Erstveröffentlichung: 4. Dezember 2015 Verkäufe: + 50.000      |
| 2023 | Central Tour 2022 Indochine Records (Sony)   | FR1 Platin · (… Wo.)FR | BEW1 (16 Wo.)BEW | CH9 (4 Wo.)CH | Erstveröffentlichung: 13. Januar 2023 Verkäufe: + 100.000      |

grau schraffiert: keine Chartdaten aus diesem Jahr verfügbar

### Kompilationen
| Jahr | Titel Musiklabel                                        | Höchstplatzierung, Gesamtwochen, AuszeichnungChartplatzierungen (Jahr, Titel, Musiklabel, Platzierungen, Wochen, Auszeichnungen, Anmerkungen) | Höchstplatzierung, Gesamtwochen, AuszeichnungChartplatzierungen (Jahr, Titel, Musiklabel, Platzierungen, Wochen, Auszeichnungen, Anmerkungen) | Höchstplatzierung, Gesamtwochen, AuszeichnungChartplatzierungen (Jahr, Titel, Musiklabel, Platzierungen, Wochen, Auszeichnungen, Anmerkungen) | Anmerkungen |
| Jahr | Titel Musiklabel                                        | FR | BEW | CH | Anmerkungen |
| ---- | ------------------------------------------------------- | --- | --- | --- | --- |
| 1988 | Indochine Ariola (BMG)                                  | — | — | — | Erstveröffentlichung: 1988 |
| 1991 | Le Birthday Album 1981-1991 Ariola (BMG)                | FR110 Gold · (17 Wo.)FR | BEW49 a (8 Wo.)BEW | — | Erstveröffentlichung: 6. November 1991 Verkäufe: + 100.000; Charteinstieg FR: 2011; 2004 erweiterte Version als Le Birthday Album 1981-1996 |
| 1996 | Les versions longues Ariola (BMG)                       | — | — | — | Erstveröffentlichung: 1996 |
| 1996 | Unita, Le Best of Ariola (BMG)                          | FR177 Gold · (1 Wo.)FR | BEW16 (6 Wo.)BEW | — | Erstveröffentlichung: 19. Februar 1996 Verkäufe: + 100.000; Charteinstieg FR: 2013                                                          |
| 2000 | Génération Indochine BMG (BMG)                          | FR3 b Gold · (17 Wo.)FR | BEW18 (22 Wo.)BEW | — | Erstveröffentlichung: 10. April 2000 Verkäufe: + 100.000                                                                                    |
| 2012 | Paradize +10 Sony Music (Sony)                          | FR3 (11 Wo.)FR | BEW1 (22 Wo.)BEW | CH41 (2 Wo.)CH | Erstveröffentlichung: 13. Februar 2002 Wiederveröffentlichung des Albums Paradize mit mehreren Bonustiteln                                  |
| 2020 | Singles Collection (2001–2021) Indochine Records (Sony) | FR1 ×2Doppelplatin · (111 Wo.)FR | BEW1 (47 Wo.)BEW | CH3 (12 Wo.)CH | Erstveröffentlichung: 28. August 2020 Verkäufe: + 200.000                                                                                   |
| 2020 | Singles Collection (1981–2001) Indochine Records (Sony) | FR1 ×2Doppelplatin · (100 Wo.)FR | BEW1 (48 Wo.)BEW | CH9 (12 Wo.)CH | Erstveröffentlichung: 11. Dezember 2020 Verkäufe: + 200.000                                                                                 |

grau schraffiert: keine Chartdaten aus diesem Jahr verfügbar

## Singles
| Jahr | Titel Album                                     | Höchstplatzierung, Gesamtwochen, AuszeichnungChartplatzierungen (Jahr, Titel, Album, Platzierungen, Wochen, Auszeichnungen, Anmerkungen) | Höchstplatzierung, Gesamtwochen, AuszeichnungChartplatzierungen (Jahr, Titel, Album, Platzierungen, Wochen, Auszeichnungen, Anmerkungen) | Höchstplatzierung, Gesamtwochen, AuszeichnungChartplatzierungen (Jahr, Titel, Album, Platzierungen, Wochen, Auszeichnungen, Anmerkungen) | Anmerkungen                                                                               |
| Jahr | Titel Album                                     | FR | BEW | CH | Anmerkungen                                                                               |
| ---- | ----------------------------------------------- | --- | --- | --- | ----------------------------------------------------------------------------------------- |
| 1982 | Dizzidence Politik L’aventurier                 | — | — | — | Erstveröffentlichung: Februar 1982                                                        |
| 1982 | L’aventurier                                    | FR49 (40 Wo.)FR | — | — | Erstveröffentlichung: 1. November 1982 Charteinstieg FR: 2021, Höchstplatzierung: 2024    |
| 1983 | Miss Paramount Le péril jaune                   | — | — | — | Erstveröffentlichung: 1983                                                                |
| 1984 | Kao Bang Le péril jaune                         | — | — | — | Erstveröffentlichung: 1984                                                                |
| 1985 | Canary Bay 3                                    | FR29 (17 Wo.)FR | — | — | Erstveröffentlichung: 1985                                                                |
| 1985 | 3e sexe 3                                       | FR3 Gold · (31 Wo.)FR | — | — | Erstveröffentlichung: 1985 Verkäufe: + 500.000                                            |
| 1986 | Tes yeux noirs 3                                | FR8 Silber · (19 Wo.)FR | — | — | Erstveröffentlichung: 1986 Verkäufe: + 250.000                                            |
| 1986 | A l’assaut 3                                    | — | — | — | Erstveröffentlichung: 1986                                                                |
| 1987 | Les tzars 7000 danses                           | FR17 (17 Wo.)FR | — | — | Erstveröffentlichung: 1987                                                                |
| 1987 | La machine à rattraper le temps 7000 danses     | — | — | — | Erstveröffentlichung: 1987                                                                |
| 1988 | La chevauchée des champs de blé 7000 danses     | — | — | — | Erstveröffentlichung: 1988                                                                |
| 1990 | Le baiser                                       | FR23 (7 Wo.)FR | — | — | Erstveröffentlichung: 1990                                                                |
| 1990 | Des fleurs pour Salinger Le baiser              | — | — | — | Erstveröffentlichung: 1990                                                                |
| 1991 | Punishment Park Le baiser                       | FR23 (7 Wo.)FR | — | — | Erstveröffentlichung: Februar 1991                                                        |
| 1991 | La guerre est finie –                           | — | — | — | Erstveröffentlichung: 1991                                                                |
| 1993 | Savoure le rouge Un jour dans notre vie         | — | — | — | Erstveröffentlichung: November 1993                                                       |
| 1994 | Un jour dans notre vie                          | — | — | — | Erstveröffentlichung: März 1994                                                           |
| 1996 | Kissing My Song Wax                             | — | — | — | Erstveröffentlichung: 1996                                                                |
| 1996 | Drugstar Wax                                    | — | — | — | Erstveröffentlichung: September 1996                                                      |
| 1997 | Je n’embrasse pas Wax                           | — | — | — | Erstveröffentlichung: 1997                                                                |
| 1997 | Satellite Wax                                   | — | — | — | Erstveröffentlichung: 1997                                                                |
| 1999 | Juste toi et moi Dancetaria                     | FR86 (3 Wo.)FR | BEW37 (2 Wo.)BEW | — | Erstveröffentlichung: 26. Juni 1999                                                       |
| 1999 | Stef II Dancetaria                              | — | — | — | Erstveröffentlichung: 29. November 1999                                                   |
| 2000 | Atomic Sky Dancetaria                           | — | — | — | Erstveröffentlichung: 8. Mai 2000                                                         |
| 2000 | Justine Dancetaria                              | FR90 (1 Wo.)FR | — | — | Erstveröffentlichung: 14. November 2000                                                   |
| 2002 | Punker Paradize                                 | FR67 (4 Wo.)FR | — | — | Erstveröffentlichung: 2002                                                                |
| 2002 | J’ai demandé à la lune Paradize                 | FR1 Diamant · (37 Wo.)FR | BEW1 Platin · (36 Wo.)BEW | CH4 (28 Wo.)CH | Erstveröffentlichung: 1. März 2002 Verkäufe: + 780.000                                    |
| 2002 | Mao Boy Paradize                                | FR18 (19 Wo.)FR | BEW20 (4 Wo.)BEW | — | Erstveröffentlichung: 2002                                                                |
| 2003 | Le grand secret Paradize                        | FR9 Silber · (23 Wo.)FR | BEW35 (4 Wo.)BEW | CH37 (10 Wo.)CH | Erstveröffentlichung: 3. März 2003 Verkäufe: + 125.000; feat. Melissa Auf der Maur        |
| 2003 | Marilyn Paradize                                | FR22 (15 Wo.)FR | BEW25 (7 Wo.)BEW | CH71 (7 Wo.)CH | Erstveröffentlichung: 14. Juli 2003                                                       |
| 2003 | Un singe en hiver Paradize                      | FR19 (10 Wo.)FR | BEW15 (10 Wo.)BEW | CH69 (3 Wo.)CH | Erstveröffentlichung: 3. November 2003                                                    |
| 2005 | Alice & June                                    | FR16 (15 Wo.)FR | BEW2 (16 Wo.)BEW | CH52 (8 Wo.)CH | Erstveröffentlichung: 11. November 2005                                                   |
| 2006 | Ladyboy Alice & June                            | FR19 (14 Wo.)FR | BEW15 (8 Wo.)BEW | CH58 (7 Wo.)CH | Erstveröffentlichung: 4. April 2006                                                       |
| 2006 | Adora Alice & June                              | FR20 (17 Wo.)FR | BEW34 (2 Wo.)BEW | CH70 (3 Wo.)CH | Erstveröffentlichung: 25. August 2006                                                     |
| 2007 | Pink Water Alice & June (Deluxe Edition)        | — | — | — | Erstveröffentlichung: 2007                                                                |
| 2007 | Crash Me Alice & June (Deluxe Edition)          | — | — | — | Erstveröffentlichung: 3. Dezember 2007                                                    |
| 2008 | Little Dolls La république des meteors          | — | BEW5 (18 Wo.)BEW | — | Erstveröffentlichung: 10. Dezember 2008                                                   |
| 2009 | Le lac La république des meteors                | FR11 (60 Wo.)FR | — | — | Erstveröffentlichung: 26. Oktober 2009                                                    |
| 2012 | Memoria Black City Parade                       | FR13 (15 Wo.)FR | BEW6 (3 Wo.)BEW | — | Erstveröffentlichung: 16. November 2012                                                   |
| 2013 | College Boy Black City Parade                   | FR28 (13 Wo.)FR | — | — | Erstveröffentlichung: 11. Februar 2013                                                    |
| 2013 | Black City Parade                               | FR31 (8 Wo.)FR | — | — | Erstveröffentlichung: 1. November 2013                                                    |
| 2014 | Belfast Black City Parade                       | FR18 (3 Wo.)FR | — | — | Erstveröffentlichung: 27. Januar 2014                                                     |
| 2014 | Traffic Girl Black City Parade                  | FR187 (1 Wo.)FR | — | — | Erstveröffentlichung: 19. Mai 2014                                                        |
| 2015 | College Boy (English Version) –                 | — | — | — | Erstveröffentlichung: 23. Februar 2015                                                    |
| 2017 | La vie est belle 13                             | FR26 Diamant · (6 Wo.)FR | BEW6 (23 Wo.)BEW | CH73 (1 Wo.)CH | Erstveröffentlichung: 9. Juni 2017 Verkäufe: + 333.333                                    |
| 2017 | Station 13 13                                   | FR187 (1 Wo.)FR | — | — | Erstveröffentlichung: 8. September 2017                                                   |
| 2018 | Un été français 13                              | FR— GoldFR | — | — | Erstveröffentlichung: 5. Februar 2018 Verkäufe: + 100.000                                 |
| 2018 | Song for a Dream 13                             | FR— GoldFR | BEW45 (2 Wo.)BEW | — | Erstveröffentlichung: 14. September 2018 Verkäufe: + 100.000                              |
| 2019 | Karma Girls 13                                  | FR— GoldFR | — | — | Erstveröffentlichung: 15. März 2019 Verkäufe: + 100.000                                   |
| 2020 | Nos célébrations Singles Collection (2001–2021) | FR69 Platin · (12 Wo.)FR | BEW12 (17 Wo.)BEW | — | Erstveröffentlichung: 25. Mai 2020 Verkäufe: + 200.000                                    |
| 2020 | 3Sex Singles Collection (1981–2001)             | FR44 Platin · (25 Wo.)FR | BEW8 (15 Wo.)BEW | — | Erstveröffentlichung: 25. November 2020 Verkäufe: + 200.000; mit Christine and the Queens |
| 2024 | Le chant des cygnes Babel Babel                 | FR27 Platin · (34 Wo.)FR | BEW15 (19 Wo.)BEW | — | Erstveröffentlichung: 14. Juni 2024 Verkäufe: + 200.000                                   |
| 2024 | La belle et la bête Babel Babel                 | — | BEW70 c (1 Wo.)BEW | — | Erstveröffentlichung: 6. Dezember 2024                                                    |
| 2025 | L’amour fou Babel Babel                         | — | BEW38 (8 Wo.)BEW | — | Erstveröffentlichung: 25. April 2025                                                      |

grau schraffiert: keine Chartdaten aus diesem Jahr verfügbar

## Videoalben
| Jahr | Titel                                                   | Höchstplatzierung, Gesamtwochen, AuszeichnungChartplatzierungen (Jahr, Titel, Platzierungen, Wochen, Auszeichnungen, Anmerkungen) | Höchstplatzierung, Gesamtwochen, AuszeichnungChartplatzierungen (Jahr, Titel, Platzierungen, Wochen, Auszeichnungen, Anmerkungen) | Höchstplatzierung, Gesamtwochen, AuszeichnungChartplatzierungen (Jahr, Titel, Platzierungen, Wochen, Auszeichnungen, Anmerkungen) | Anmerkungen                             |
| Jahr | Titel                                                   | FR | BEW | CH | Anmerkungen                             |
| ---- | ------------------------------------------------------- | --- | --- | --- | --------------------------------------- |
| 2002 | Indo Live                                               | FR— GoldFR | — | — | Erstveröffentlichung: 2002              |
| 2002 | Les Divisions De La Joie - 2 Ans En Tournee 1999 - 2001 | FR— ×2DoppelplatinFR | — | — | Erstveröffentlichung: 2002              |
| 2004 | Paradize Show                                           | FR— ×3DreifachplatinFR | — | — | Erstveröffentlichung: 2004              |
| 2004 | L’intégrale des clips                                   | FR— PlatinFR | — | — | Erstveröffentlichung: 2004              |
| 2007 | Hanoi: Le Concert Au Vietnam 2006                       | FR— ×3DreifachplatinFR | — | — | Erstveröffentlichung: 2007              |
| 2007 | Alice & June Tour                                       | FR— ×3DreifachplatinFR | — | — | Erstveröffentlichung: 2007              |
| 2011 | Putain de Stade                                         | FR— ×3DreifachplatinFR | — | CH1 (5 Wo.)CH | Erstveröffentlichung: 14. Januar 2011   |
| 2014 | Live Black City                                         | FR— ×2DoppelplatinFR | — | CH5 (2 Wo.)CH | Erstveröffentlichung: 28. November 2014 |
| 2015 | Black City Concerts                                     | FR— ×2DoppelplatinFR | — | CH10 (1 Wo.)CH | Erstveröffentlichung: 4. Dezember 2015  |
| 2023 | Central Tour: Le Film                                   | FR— DiamantFR | — | — | Erstveröffentlichung: 2023              |

## Promoveröffentlichungen
Promo-Singles
| Jahr | Titel Album                                   | Anmerkungen                         |
| ---- | --------------------------------------------- | ----------------------------------- |
| 1994 | Sur les toits du monde Un jour dans notre vie | Erstveröffentlichung: 1994          |
| 2009 | Play Boy La république des meteors            | Erstveröffentlichung: 2009          |
| 2010 | Un ange à ma table La république des meteors  | Erstveröffentlichung: 2010          |
| 2010 | Le dernier jour La république des meteors     | Erstveröffentlichung: 26. Juli 2010 |

## Statistik

### Chartauswertung
|                     | FR     | BEW      | CH     |
| ------------------- | ------ | -------- | ------ |
| Nummer-eins-Alben   | FR8FR  | BEW12BEW | CH1CH  |
| Top-10-Alben        | FR20FR | BEW16BEW | CH9CH  |
| Alben in den Charts | FR29FR | BEW25BEW | CH16CH |

|                       | FR     | BEW      | CH    |
| --------------------- | ------ | -------- | ----- |
| Nummer-eins-Singles   | FR1FR  | BEW1BEW  | CH—CH |
| Top-10-Singles        | FR4FR  | BEW6BEW  | CH1CH |
| Singles in den Charts | FR27FR | BEW17BEW | CH8CH |

|                          | FR    | BEW     | CH    |
| ------------------------ | ----- | ------- | ----- |
| Nummer-eins-Videoalben   | FR—FR | BEW—BEW | CH1CH |
| Top-10-Videoalben        | FR—FR | BEW—BEW | CH3CH |
| Videoalben in den Charts | FR—FR | BEW—BEW | CH3CH |

### Auszeichnungen für Musikverkäufe
| Platin-Schallplatte - Europa - 2003: für das Album Paradize |

Anmerkung: Auszeichnungen in Ländern aus den Charttabellen bzw. Chartboxen sind in ebendiesen zu finden.
| Land/RegionAuszeichnungen für Musikverkäufe (Land/Region, Auszeichnungen, Verkäufe, Quellen) | Silber     | Gold       | Platin       | Diamant     | Verkäufe    | Quellen                                                   |
| -------------------------------------------------------------------------------------------- | ---------- | ---------- | ------------ | ----------- | ----------- | --------------------------------------------------------- |
| Belgien (BRMA)                                                                               | —          | 3× Gold3   | 2× Platin2   | —           | 95.000      | ultratop.be                                               |
| Europa (IFPI)                                                                                | —          | —          | Platin1      | —           | (1.000.000) | ifpi.org (Memento vom 1. Januar 2014 im Internet Archive) |
| Frankreich (SNEP)                                                                            | 2× Silber2 | 18× Gold18 | 34× Platin34 | 5× Diamant5 | 7.478.333   | infodisc.fr snepmusique.com                               |
| Schweiz (IFPI)                                                                               | —          | 2× Gold2   | —            | —           | 30.000      | hitparade.ch                                              |
| Insgesamt                                                                                    | 2× Silber2 | 23× Gold23 | 37× Platin37 | 5× Diamant5 |             |                                                           |